# Frassinello Monferrato
Frassinello Monferrato (piemontesisch Frassiné Monfrà) ist eine Gemeinde in der italienischen Provinz Alessandria (AL), Region Piemont.

## Labe und Einwohner
Die Gemeinde Frassinello liegt 27 Straßenkilometer nordwestlich von der Provinzhauptstadt Alessandria auf einer Höhe von 261 m über dem Meeresspiegel. Das Gemeindegebiet umfasst eine Fläche von 8,52 km² und hat 461 (Stand 31. Dezember 2023) Einwohner.
Die Nachbargemeinden sind Camagna Monferrato, Cella Monte, Olivola, Ottiglio, Rosignano Monferrato und Vignale Monferrato.

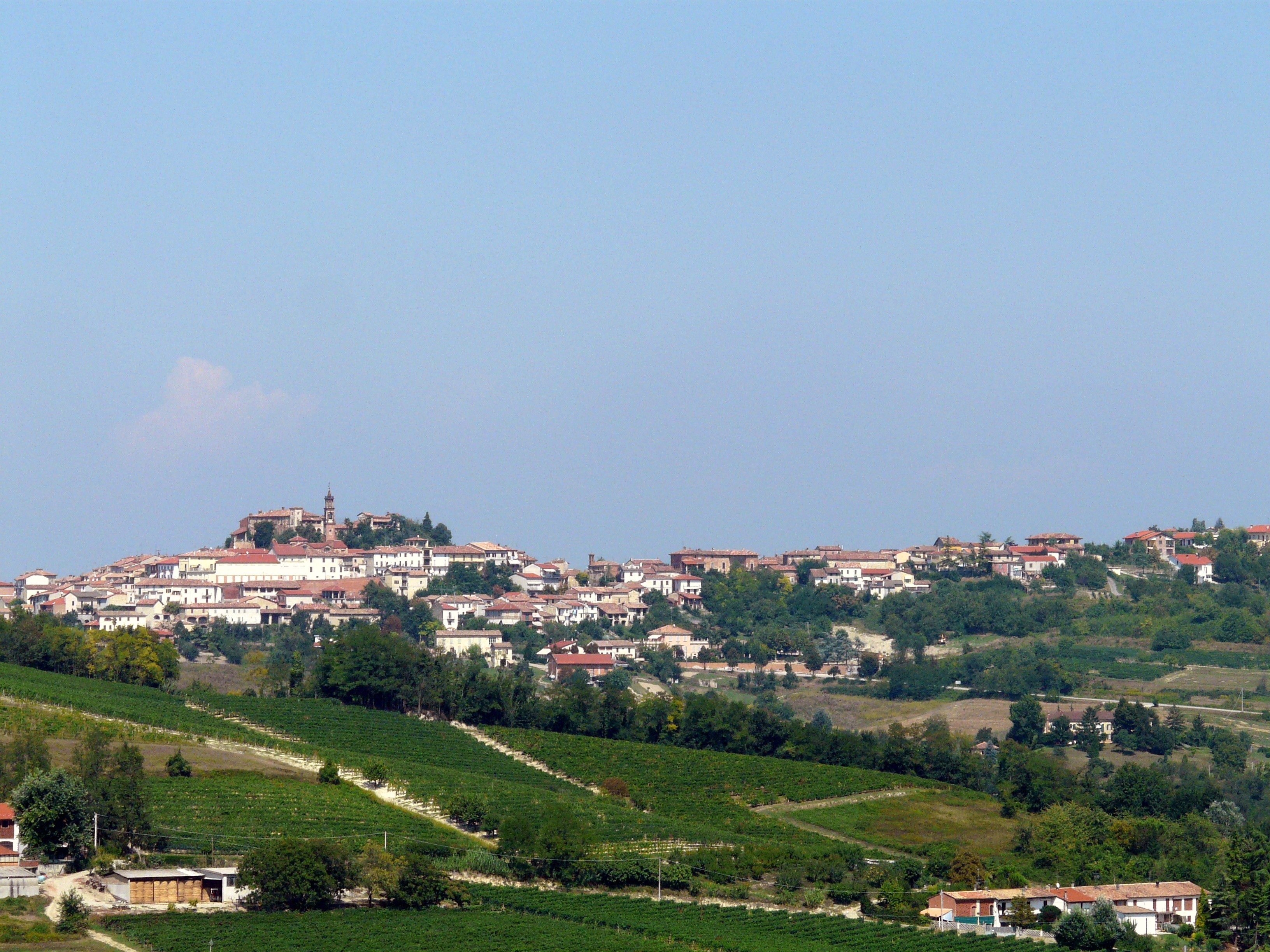
Blick auf Frassinello Monferrato

### Bevölkerungsentwicklung
In den letzten 140 Jahren, beginnend mit 1881, ist die Wohnbevölkerung um zwei Drittel zurückgegangen.

## Geschichte

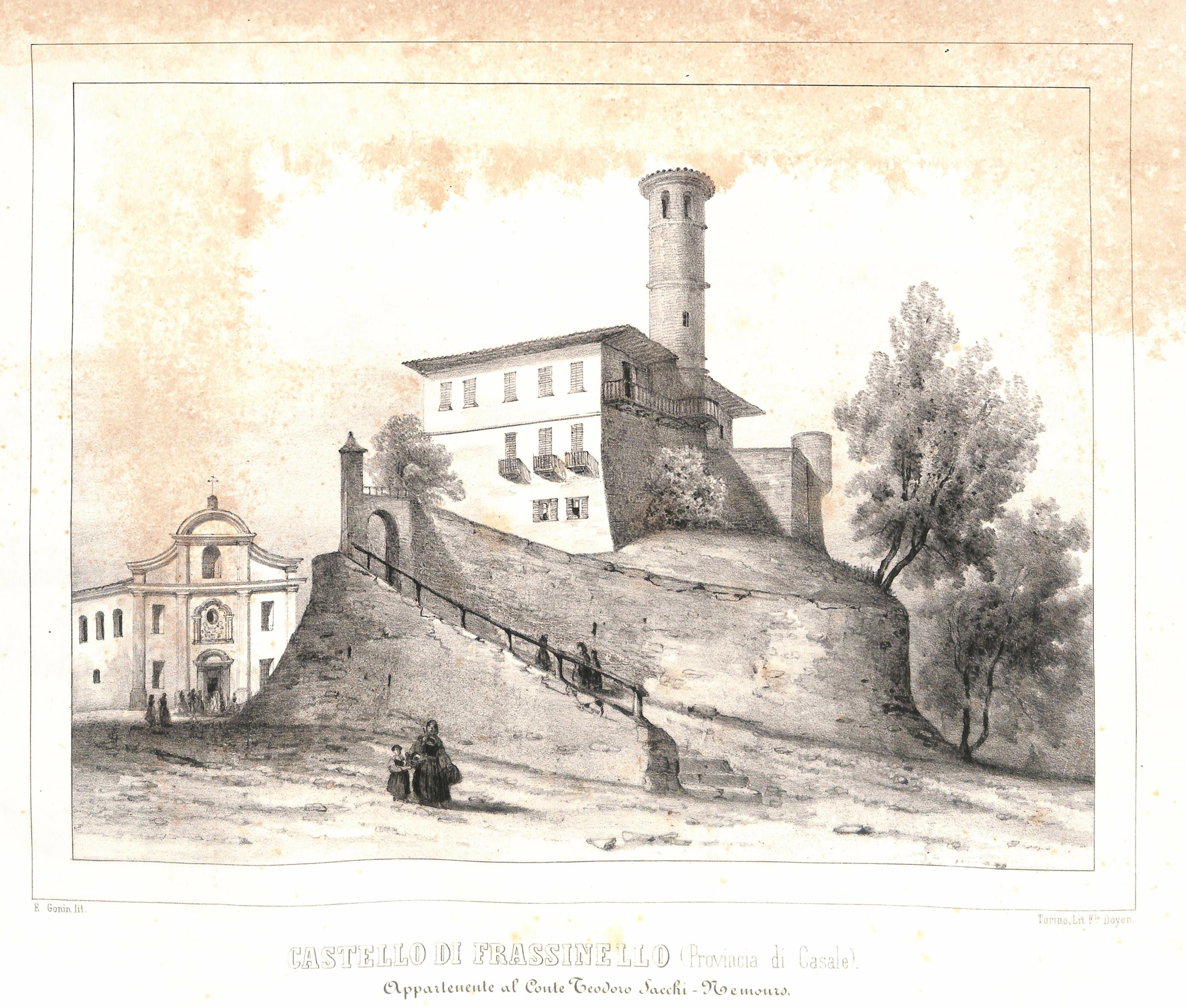
Schloss von Frassinello

Seine Ursprünge reichen bis ins Mittelalter zurück. Als befestigtes Dorf des Bistums Vercelli wurde es als Lehen teilweise der Familie Avogadro und teilweise der Familie Rossi di Casale zugeteilt. Nachdem es Teil der Markgrafschaft Montferrat geworden war, wurde es 1289 von Wilhelm VII. an die Nemours abgetreten. Zahlreiche lokale Herren übernahmen die Verwaltung, manchmal gleichzeitig.
Im 15. Jahrhundert wurde es mit der Ankunft der Truppen des Herzogs von Mailand, Francesco Sforza, fast vollständig zerstört.
In der Neuzeit, genau zwischen 1928 und 1950, bildete es eine einzige territoriale Einheit mit der nahegelegenen Gemeinde Olivola.

## Sehenswürdigkeiten
- Das mittelalterliche Schloss, die den Sacchi-Grafen von Nemours gehörte und sich immer noch in einem guten architektonischen Zustand befindet und in deren Inneren man einen schönen gotischen Saal und einige interessante Bögen aus dem 15. Jahrhundert bewundern kann.[3]
- Das ebenfalls mittelalterliche Schloss von Lignano, das als eines der ältesten im Monferrato gilt und von den Aleramici erbaut wurde.
- Das Heiligtum Santa Maria delle Grazie, das als Zeichen des Dankes von den Überlebenden der Pest von 1630 erbaut wurde.
- Die Pfarrkirche Mariä Himmelfahrt.
- Die Kirche San Bernardo aus dem 17.–18. Jahrhundert.

## Kulinarische Spezialitäten
Bei Frassinello Monferrato werden Reben der Sorte Barbera für den Barbera d’Asti, einen Rotwein mit DOCG Status angebaut.